# Joseph McCormick (lední hokejista)
Joseph "Joe" Wallace McCormick (12. srpna 1894, Buckingham, Québec – 14. června 1958 Toronto, Ontario) byl kanadsko-americký reprezentační hokejový útočník. McCormick byl Kanaďan, ale pro olympijské hry v roce 1920 nastoupil za americký tým.
S reprezentací USA získal jednu stříbrnou olympijskou medaili (1920).

## Úspěchy
- Stříbro na Letních olympijských hrách – 1920